# Epigrimyia polita
Epigrimyia polita là một loài ruồi trong họ Tachinidae.